# Amics meus 2
Amics meus 2 (títol original: Amici miei atto II) és una pel·lícula italiana dirigida per Mario Monicelli, estrenada l'any 1982. Ha estat doblada al català.

## Argument
Segona part de les aventures de quatre amics toscans. Durant dues hores s'assisteix a una ruleta de bromes i desaventures privades del present, que s'alternen amb flash-backs que narren velles aventures de quan encara vivia Perozzi.

## Repartiment
- Ugo Tognazzi: Raffaello "Lello" Mascetti
- Gastone Moschin: Rambaldo Melandri
- Adolfo Celi: Professor Alfeo Sassaroli
- Renzo Montagnani: Guido Necchi
- Philippe Noiret: Giorgio Perozzi
- Milena Vukotic: Alice Mascetti
- Franca Tamantini: Carmen Necchi
- Yole Marinelli: Anita Esposito
- Angela Goodwin: Laura Perozzi
- Alessandro Haber: Paolo
- Domiziana Giordano: Noemi Bernocchi
- Tommaso Bianco: Antonio Esposito
- Paolo Stoppa: Sabino Capogreco